# Friedrich Benedict Weber
Friedrich Benedict Weber, född den 11 november 1774 i Leipzig, död den 8 mars 1848 i Breslau, var en tysk nationalekonom och professor i kameralvetenskap, far till Albrecht Weber.
Weber undervisade från 1811 vid universitetet i Breslau och skrev omfångsrika läro- och handböcker inom alla områden av lanthushållningen.